# پوشش‌دهی واپخشی
پوشش‌دهی واپخشی (Diffusion Coating) فرایندی است که بر اساس اشباع واپخش در لایه‌های سطح اشیایی که از فلزات یا آلیاژهای مختلف فلزی ساخته شده‌اند عمل کرده و خواص مکانیکی، فیزیکی و شیمیایی خاصی را به فلز می‌دهد. تفاوت خواص ایجاد شده با توجه به عملیات ذیل، به ماده انتشار یافته یا پخش شده بستگی دارد؛ که می‌توان به نمونه‌های زیر اشاره نمود: پوشش دهی آلومینیوم یا زاجی‌کردن، پوشش دهی مولیبدن، آبکاری به وسیله کروم، اشباع واپخش یا دیفیوژن در سه فاز مختلف ممکن و قابل انجام است: جامد، گاز و مایع

## شرایط و روش‌های پوشش‌دهی واپخشی
تشکیل پوشش‌های واپخشی نیاز به تماس مستقیم اتم‌های عنصر واپخش‌کننده (پوشش) و اتم‌های سطح قطعه دارد (تماس عنصری). عواملی نظیر اکسیدها، آخال‌های سطحی و آلودگی‌های سطحی، چنین نقاط تماسی را معمولاً از بین می‌برند. از این رو، تمیزکردن کامل سطوحی که قرار است پوشش داده شوند بسیار حیاتی است. به علاوه برای برطرف کردن هرگونه آلودگی سطحی ممکن است قبل یا به هنگام پوشش دادن تشکیل شود، اغلب از روان‌سازها یا عوامل احیا کننده استفاده می‌شود.
همچنین بستگی به روش اعمال پوشش، پروفیل سطحی می‌تواند به روش‌های مختلف بر روی تشکیل پوشش‌های واپخشیاثر گذارد. به عنوان مثال، زبر شدن سطح، واپخش جامد -جامد را کاهش می‌دهد. مع‌هذا در شرایط واپخش مذاب -جامد، زبر شدن سطح، تماس عنصری مورد نیاز را افزایش داده و معمولاً ضخامت پوشش را افزایش ولی یکنواختی ان را کاهش می‌دهد؛ بنابراین ملاحظه می‌شود که شرایط سطحی می‌تواند اثر تعیین کننده‌ای بر روی ضخامت و کیفیت پوشش واپخشی داشته باشد.
بیشترین موادی که در این نوع پوشش دهی استفاده می‌شوند کروم، آلومینیوم و مواد سیلیکونی می‌باشند. سایر مواد مانند سوپر آلیاژهای نیکل و کبالت یا فلزات نسوز نیز تحت فرایند پوشش دهی قرار می‌گیرند. نتیجه این فرایند، بهبود بسیار زیاد مواد در برابر خوردگی، اکسید شدن و فرسایش می‌باشد. این فرایند باعث می‌شود که ساخت و تولید اجزای بحرانی بهبود یابد. پوشش دهی به وسیله واپخش معمولاً برای اجزای موتور توربین گاز، پمپ‌های پروانه‌ای، شیرهای دروازه‌ای و ژنراتورها استفاده می‌شوند.
پوشش دهی به وسیلهٔ انشار در سه حالت متفاوت انجام می‌پذیرد:
۱- انتشار در حالت جامد
۲- انتشار در حالت مایع (مذاب)
۳- انتشار در حالت گاز

## انتشار حالت جامد
انتشار حالت جامد برای پوشش دهی نیکل، آلومینیوم و آهن بر روی سایر فلزات انجام می‌شود. در این شرایط فشار بخار فلز پوشش دهنده باید پایین‌تر از فلز پایه باشد. فرایند معمولاً در یک ظرف کاملاً عایق که در آن فلز پایه و پودر فلز پوشش دهنده قرار دارد انجام می‌شود. سپس این ظرف در خلأ تا دمای ۱۰۰۰تا ۱۵۰۰ درجه سانتیگراد گرم می‌شود. فلز پوشش دهنده ذوب شده و تمامی سطح فلز پایه را فرا می‌گیرد. این فرایند همچنین به نام سمانتاسیون بسته‌ای نیز معرفی می‌شود.

## انتشار حالت مایع
روی، کروم و مس معمولاً در حالت مایع برای پوشش دهی استفاده می‌شوند. انتشار حالت مایع در کوره‌ای که در آن فلز پوشش دهنده با فلز پایه در دمای ۸۰۰ الی ۱۳۰۰ درجهٔ سانتیگراد در تعامل است صورت می‌گیرد. پوشش دهی‌های پیچیده‌ای از طریق این فراین قابل انجام است که می‌توان از این دسته به آبکاری کروم نیکل اشاره کرد.

## انتشار حالت گاز
در واپخش گازهای شیمیایی یا انتشار حالت گاز بدون تماس، مادهٔ پوشش دهنده گرم می‌شود و به حالت گازی می‌رسد و در فاصله‌ای از سطح به حالت اشباع می‌رسد. اجزای شیمیایی گاز پوشش دهنده با فلز پایه واکنش داده و واپخش در فلز رخ می‌دهد. حالت گازی شامل هالید‌هایی است تا از تصعید فلز پوشش دهنده و انتشار آن بر روی فلز پایه اطمینان حاصل کند. این فرایند معمولاً در کوره‌های مخصوصی در دمای ۷۰۰ نا ۱۰۰۰ درجهٔ سانتیگراد طراحی می‌شود.

## فواید پوشش‌دهی از طریق واپخش
لایه‌ای که بر روی فلز پایه پوشش داده می‌شود ضخامتی حدود ۱۰ میکرون تا ۳ میلی‌متر دارد. فرایند دیفیوژن یا واپخش باعث افزایش مقاومت آلیاژها در برابر اکسید شدن (برای مثال مقاومت فولاد با پوشش آلومینیوم تا دمای ۹۰۰ درجهٔ سانتیگراد بالا می‌رود)، در برابر سایش (برای مثال مقاومت در برابر سایش فولاد آبکاری شده توسط کروم شش برابر بیشتر فلز پایه می‌باشد)، گرمای ناگهانی، تغییرات ناگهانی دما، خوردگی می‌شود. البته این نکتهٔ مهم شایان ذکر است که پوشش دهی فلزات به وسیلهٔ واپخش  باعث بهبود خواص آلیاژها نیز می‌شود.

## نمونه‌ای از پوشش واپخشی – قطعات توربین
پوشش دهی قطعات برای محافظت از آن‌ها در شرایط کارکرد از مهم‌ترین و پیچیده‌ترین مراحل ساخت قطعهٔ توربین است. اعمال پوشش مناسب با شرایط کاری پره می‌تواند باعث افزایش قابل توجه عمر قطعه گردد و می‌تواند میزان آسیب آن را در طول دورهٔ کاری به مقدار بسیار زیادی کاهش دهد. پوشش‌هایی که بر روی قطعات داغ توربین مورد استفاده قرار می‌گیرند به دو دستهٔ روکشی و واپخشی تقسیم می‌شوند؛ و بسته به شرایط کاری مختلف هر کدام از آن‌ها می‌تواند اعمال شود.